# Fascicolo sanitario elettronico
Il Fascicolo sanitario elettronico (Fse) è l'insieme dei dati e documenti digitali di tipo sanitario e sociosanitario generati da eventi clinici presenti e trascorsi, riguardanti l'assistito, riferiti anche alle prestazioni erogate al di fuori del Servizio sanitario nazionale (cfr. art. 12 del D.L. 179/2012).

## Descrizione
Il Fse è uno strumento che ha lo scopo di tracciare la vita sanitaria degli assistiti memorizzando le informazioni digitali di natura sanitaria e sociosanitaria prodotte sul territorio nazionale dalle strutture e dai professionisti autorizzati. L'assistito può accedere al Fse e decidere di rendere accessibili le proprie informazioni ad altri professionisti attraverso la manifestazione esplicita di un consenso alla consultazione.
Come sancito dal DPCM del 29 settembre 2015 n. 178, uno dei documenti digitali più significativi del Fse è il profilo sanitario sintetico (patient summary), redatto e aggiornato dal medico di medicina generale o dal pediatra di libera scelta, che riassume la storia clinica dell'assistito e la sua situazione corrente conosciuta. Ulteriori documenti sanitari che confluiscono nel Fse riguardano prescrizioni, referti, lettere di dimissioni ospedaliere, verbali di pronto soccorso e così via. È inoltre possibile fornire la possibilità agli assistiti di immettere informazioni personali (come annotazioni giornaliere, documenti sanitari in proprio possesso, ecc.) in una sezione riservata del Fse, denominata taccuino personale dell'assistito.
Il Fse può essere utilizzato per le seguenti finalità:
1. prevenzione, cura e riabilitazione;
2. prevenzione;
3. profilassi internazionale;
4. studio e ricerca scientifica in campo medico, biomedico ed epidemiologico;
5. programmazione sanitaria, verifica delle qualità delle cure e valutazione dell'assistenza sanitaria.

## Dettagli tecnici
In virtù dell'autonomia posseduta per la programmazione e la gestione della sanità nei propri territori, il Fse è istituito dalle regioni e province autonome attraverso la realizzazione di infrastrutture tecnologiche in grado di registrare, all'interno di una opportuna base di dati denominata registro, i documenti digitali sanitari e sociosanitari dei propri assistiti memorizzati in specifici sistemi informativi (repository). I documenti sono rappresentati secondo i formati standard HL7 CDA e PDF, mentre i contenuti clinici sono codificati utilizzando sistemi di codifica e classificazione standard, quali LOINC, ICD, ATC e AIC.
Al fine di favorire la mobilità di un paziente su tutto il territorio nazionale, le infrastrutture tecnologiche regionali interoperano tra di loro per scambiare telematicamente le informazioni sanitarie e sociosanitarie nel rispetto delle normative di sicurezza e privacy. Il modello architetturale del Fse prevede che le interazioni tra tali sistemi siano mediate dall'Infrastruttura Nazionale per l'Interoperabilità del Fse (INI-FSE), la cui progettazione è stata curata dall'Agenzia per l'Italia digitale, in collaborazione con il Consiglio Nazionale delle Ricerche e in accordo con il Ministero della salute, il Ministero dell'economia e delle finanze, le regioni e le province autonome, e la cui realizzazione è stata curata dal Ministero dell'economia e delle finanze attraverso l'utilizzo dell'infrastruttura del Sistema Tessera sanitaria sviluppata dalla Sogei. Nell'ambito dell'investimento 1.3.1 della Componente 2 della Missione 6 del Piano Nazionale di Ripresa e Resilienza, coordinato dal Ministro per l'innovazione tecnologica e l'innovazione digitale con il supporto del Dipartimento per la trasformazione digitale e dal Ministero della salute, sono in atto ulteriori interventi volti a potenziare il Fse garantendone la diffusione, l'omogeneità e l'accessibilità su tutto il territorio nazionale da parte degli assistiti e degli operatori sanitari. In particolare, sarà realizzato un archivio centrale con il compito di memorizzare i dati clinici acquisiti dai sistemi utilizzati dai professionisti e dalle strutture sanitarie di prevenzione e di cura, i dati autonomamente generati o raccolti dall'assistito e i dati provenienti da sistemi di telemedicina. Tali dati saranno rappresentati secondo il formato standard HL7 FHIR.
L'INI-FSE, opportunamente collegata ad una specifica infrastruttura nazionale denominata National Contact Point for eHealth (NCPeH), in fase di interconnessione a sua volta con l'infrastruttura europea eHealth Digital Service Infrastructure (eHDSI), è adottata anche per assicurare l'interscambio di documenti sanitari tra l'Italia e gli altri Stati Membri dell'Unione europea (inizialmente prescrizioni elettroniche e profili sanitari sintetici), rispettando le specifiche definite dall'organismo tecnico della Commissione europea eHealth Network. 